# Eurydice van Thebe
Eurydice is een personage uit de Griekse mythologie. 
Volgens de overlevering was zij de echtgenote van Creon, tiran van Thebe. In Sophocles' Antigone benam zij zich het leven uit verdriet, nadat zij de tragische dood van haar zoon Haemon had vernomen.
Deze persoon mag niet verward worden met de gelijknamige vrouw van Orpheus, in de sage van Orpheus en Eurydice.